# نفل قليل الأزهار
النفل قليل الأزهار (باللاتينية: Trifolium pauciflorum) نوع نباتي من جنس النفل من الفصيلة البقولية.

## الموئل والانتشار
موطنه الأصلي بلاد الشام وتركيا واليونان.

## مرادفات للاسم العلمي
- (باللاتينية: Trifolium oliverianum Ser.)